# 大木家のたのしい旅行 新婚地獄篇
『大木家のたのしい旅行 新婚地獄篇』（おおきけのたのしいりょこう しんこんじごくへん）は、2011年5月14日公開の日本映画。竹野内豊と水川あさみのW主演。配給はギャガ。

## 概要
新婚なのに倦怠期な新婚夫婦が怪しげな占い師の勧めで新婚旅行という名の「地獄ツアー」に行くことに。奇妙な出会いと体験をコミカルに描いたヒューマンコメディである。新東宝映画『地獄 (1960年の映画)』、東映映画『地獄 (1979年の映画)』などと同じく冥界が正面から描写される超現実的な物語だが、タッチはあくまで明るく、日常生活と完全に地続きで幻想世界が描かれる。ロケ地は、木更津駅前にあるアクア木更津（作中ではマルヨシ五反田。原作本では「五反田とうきゅう」となっていた）と宇都宮市の大谷資料館及び笠間市である。
主演の竹野内豊は本作がコメディ映画初挑戦となる。

## キャスト
- 大木信義：竹野内豊
- 大木咲：水川あさみ
- 但馬：片桐はいり
- いいじま：荒川良々
- ヨシコ：橋本愛
- ヨシコの第一長男：平田敬士
- ヨシコの第二次男：鈴木福
- 赤い人：でんでん
- 浦澤ヒデ：山里亮太（南海キャンディーズ）
- 占い師の女：樹木希林
- 濡れた男：柄本明

## スタッフ
- 監督：本田隆一
- 脚本・原作：前田司郎
- 撮影監督：小林元
- 音楽：蔦谷好位置
- 制作プロダクション：オニオン
- 共同制作プロダクション：スタジオブルー
- 配給：ギャガ

## 主題歌
- TRIPLANE 『Greendays』